# الإدارة الوطنية للأمن النووي
الإدارة الوطنية للأمن النووي ( NNSA ) هي وكالة فيدرالية أمريكية مسؤولة عن حماية الأمن القومي من خلال التطبيق العسكري للعلوم النووية. تحتفظ وتعزز سلامة وأمن وفعالية مخزون الأسلحة النووية الأمريكي دون إجراء تجارب تفجير نووية؛ تعمل على الحد من الخطر العالمي الناجم عن أسلحة الدمار الشامل؛ تزويد البحرية الأمريكية بدفع نووي آمن وفعال؛ ويستجيب لحالات الطوارئ النووية والإشعاعية في الولايات المتحدة وخارجها.
أنشئت من قبل كونغرس الولايات المتحدة في عام 2000، وهي وكالة شبه مستقلة داخل وزارة الطاقة في الولايات المتحدة. يقودها ليزا جوردون هاجرتي، التي أكد على تعيينها مجلس شيوخ الولايات المتحدة في 16 فبراير 2018.

## المرافق المملوكة لها
- حرم مدينة كانساس سيتي للأمن القومي
- مختبر لورنس ليفرمور الوطني
- مختبر لوس ألاموس الوطني
- نيفادا موقع الأمن القومي
- مصنع بانتكس
- مختبرات سانديا الوطنية
- مجمع الأمن القومي Y-12

## المنشآت التي لا تملكها
- مختبر شمال غرب المحيط الهادئ الوطني
- موقع نهر سافانا

## روابط خارجية
- الموقع الرسمي
- الإدارة الوطنية للأمن النووي في السجل الفيدرالي